# Le Miroir de la mer
Le Miroir de la mer est un recueil d'articles de Joseph Conrad parus dans différents périodiques entre 1904 et 1906. Le livre parut en août 1906 à Londres, en octobre à New York.

## Éditions en anglais
- Joseph Conrad, The Mirror of the Sea, Londres : Methuen, 1906.
- Joseph Conrad, The Mirror of the Sea, New York : Harper and Brothers, 1906.

## Traduction en français
- Le Miroir de la mer (trad. G. Jean-Aubry), Paris
- Le Miroir de la mer (trad. Pierre et Yane Lefranc, dans Conrad (dir. Sylvère Monod), Œuvres, t. II, Paris : Gallimard, coll. « Bibliothèque de la Pléiade », 1985